# Уэлсли, Артур Валериан, 8-й герцог Веллингтон
Артур Валериан Уэлсли, 8-й герцог Веллингтон (англ. Arthur Valerian Wellesley, 8th Duke of Wellington; 2 июля 1915, Рим, Королевство Италия — 31 декабря 2014, Стрэтфилд-Сэй, Бэсингсток и Дин, Хэмпшир, Юго-Восток, Англия, Великобритания) — британский государственный и общественный деятель, бригадир Армии Великобритании в отставке, член Палаты лордов с 1972 по 1999 год, 8-й герцог Веллингтон c 1972 по 2014 год.

## Биография

### Молодые годы
Артур Валериан Уэлсли родился 2 июля 1915 года в Риме, в семье подполковника Джеральда Уэлсли, 7-го герцога Веллингтона, и Дороти Вайолет. Он был праправнуком Артура Уэлсли, 1-го герцога Веллингтона.
С 1919 года семья жила в Лондоне, а потом переехала в Шеффилд, где в возрасте восьми лет, благодаря бабушке, Артур знал всех птиц британских островов, а также всё о животных и о сельском хозяйстве. Когда Артуру было семь лет, его родители развелись, так как мать стала любовницей писательницы Виты Сэквилл-Уэст.
В соответствии с давними традициями английской аристократии, Артур Уэлсли окончил Итонский колледж. Затем он хотел отправиться в Сандхёрст, но отец настоял на том, что бы Артур пошёл в Новый колледж Оксфордского университета, который он окончил со степенью бакалавра искусств. Во время учёбы он был членом печально известного Баллингдонского клуба и влез в долги на ипподроме.

### Военная служба
3 июля 1936 года Уэлсли получил звание второго лейтенанта Территориальной армии, и 8 июля 1939 года в том же ранге введён в эксплуатацию. 9 марта 1940 года в качестве второго лейтенанта он был зачислен в Королевскую конную гвардию с сервисным номером 68268.
С 1939 по 1945 год Уэлсли принимал участие во Второй мировой войне, в частности на Ближнем Востоке, в Италии и Северо-Западной Европе — во Франции и Бельгии. В 1940 году он был отправлен в Тулькарм в Подмандатной Палестине, до начала операции в Ираке. Он принял участие в сражении при Эль-Аламейне и не пострадал, но позже был ранен в результате взрыва кипятильного бака. Зимой 1941 года его подразделение было механизировано, и Уэлсли пришлось отвести старых лошадей в Иудейские горы, где их пристрелили.
13 февраля 1946 года Уэлсли был произведен в лейтенанты, а 1 июля — в капитаны. 2 июля 1951 года он получил звание майора. В 1952 году после смерти короля Георга VI, Артур стоял в карауле у его гроба и был командующим эскорта похоронной процессии. 15 декабря 1954 года Уэлсли был возведён в звание подполковника. С 1956 года в течение двух лет, Уэлсли принимал участие в боях с террористами группировки «ЭОКА» на Кипре.
В 1959 году он стал командиром Дворцового кавалерийского полка и 14 января 1960 года произведён в полковники.
В 1960 году он стал командующим 22-й бронетанковой бригадой, а в 1963 году — командующим 1-м корпусом Королевского бронетанкового корпуса Британской армии на Рейне — в составе оккупационных сил в Германии после Второй мировой войны.
С 1964 по 1968 год Уэлсли был военным атташе в Мадриде.
31 января 1968 года Артур Уэлсли уволился с военной службы в звании бригадира.

### В отставке
После отставки Уэлсли сохранил тесные связи с армией, занимая должности заместителя полковника-шефа Йорширкского полка, заместителя полковника полка «Королевские и Синие» и почётным полковником 2-го батальона Уэссекского полка. Также он был почётным президентом Музея Веллингтона и был частым посетителем Веллингтона-колледжа.

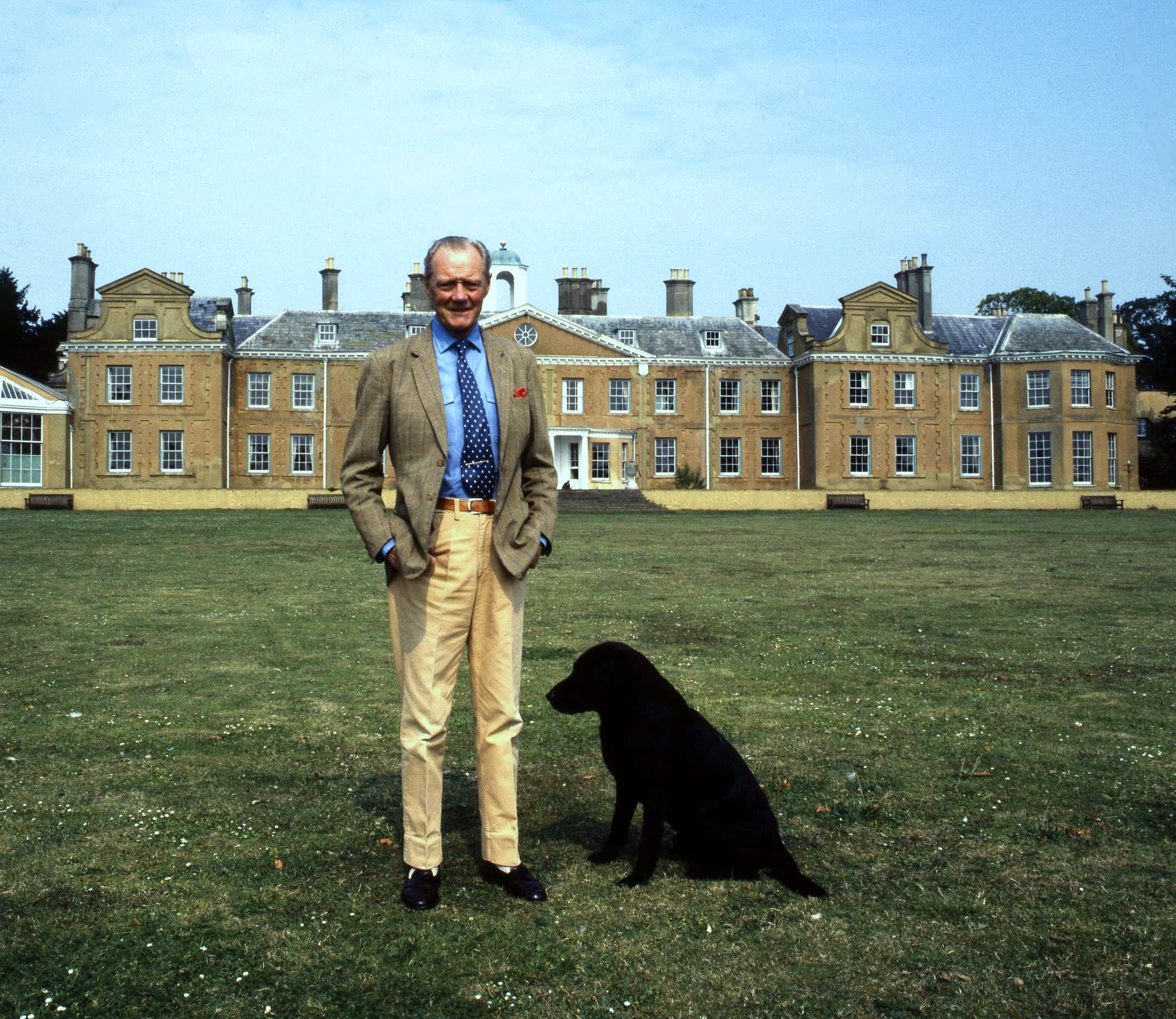
Артур Уэсли на фоне своего поместья, 1986 год. Фото Аллана Уоррена.

С 1967 по 1989 год Уэлсли был директором компании «Massey Ferguson Holdings Ltd», а по 1999 год — «Motor Ibérica, S.A.» в Испании. В то же время он посвятил себя благотворительной деятельности и сосредоточил своё внимание на управлении имением семьи. В 1972 году он предложил Совету графства Хэмпшир открыть для общественности его родовой дом Стрэтфилд-Сэй-хаусе в качестве природного парка, но эта идея была отвергнута министром окружающей среды Питером Уолкером, главным образом, из-за непроработанности системы дренажа и канализации. Уэлсли исправил недостатки и получил одобрение на оборудование поля для гольфа, игровой площадки, ресторанов, музея, школы верховой езды, горнолыжного склона, кемпинга, мест для автотуризма, парусного спорта, рыбалки и водных видов спорта. В 1974 году он открыл дом и природный парк для публики. В 1975 году он взял ещё 550 акров для увеличения размеров парка. 18 апреля 1975 года Уэлсли занял должность заместителя лейтенанта Хэмпшира. С 1972 по 1999 год Уэлсли был членом Палаты лордов, потеряв своё место в результате реформы премьер-министра Великобритании от Лейбористской партии Тони Блэра. На заседаниях Палаты, он выступал против сокращения вооруженных сил, изменений в сфере налогообложения и законов о собственности, которые могли бы поставить под угрозу интересы его семьи. К концу 1990-х годов состояние Уэлсли составляло более 50 миллионов фунтов стерлингов.
В 2010 году на ежегодном шествии кавалеров Ордена Подвязки к Часовне Святого Георгия в Виндзорском замке, Артур Уэлсли споткнулся и упал на ступени храма, но поднялся с помощью окружающих людей, после чего королева Великобритании Елизавета II поговорила с ним, убедившись, что всё в порядке и он чувствует себя хорошо.
18 июня 2014 года Уэлсли принял участие в ежегодной церемонии Ватерлоо — символической плате за родовой дом герцогов Веллингтон королеве Великобритании Елизавете II в Виндзорском замке. В то же время он с большим интересом следил за подготовкой к празднованию 200-летия битвы, отмечая, что:

Меня часто спрашивают, не должны ли мы сейчас, в эпоху европейского единства, забыть о Ватерлоо и битвах прошлого. Вот мой ответ: историю невозможно забыть, и нам надо напомнить себе об отваге тысяч людей из многих стран, которые сражались и погибли за несколько часов 18 июня 1815 года, и о том, почему их доблесть и готовность к самопожертвованию дали Европе мир на 50 лет.
Оригинальный текст (англ.)I am often asked whether we should not now, in these days of European unity, forget Waterloo and the battles of the past. My reply is, history cannot be forgotten and we need to be reminded of the bravery of the thousands of men from many nations who fought and died in a few hours on June 18 , 1815 and why their gallantry and sacrifice ensured peace in Europe for 50 years.

### Смерть и похороны
Артур Валериан Уэлсли, 8-й герцог Веллингтон скончался утром 31 декабря 2014 года в окружении семьи в своём Стрэтфилд-Сэй-хаусе в одноимённой деревне недалеко от Бэсингстока в графстве Бэсингсток и Дин, в канун Нового года, за шесть месяцев до 200-летия битвы при Ватерлоо и за семь месяцев до своего 100-летия. Титул герцога Веллингтон наследовал его 69-летний сын Артур Чарльз Валериан Уэлсли
Похороны прошли 8 января 2015 года в частном порядке с военными почестями в часовне деревни Стрэтфилд-Сэй. Гроб с телом 8-го герцога Веллингтона был покрыт союзным флагом и пронесен на руках солдатами Йоркширского полка. Позже, в конце года в Лондоне пройдёт поминальная служба.

## Личная жизнь
Артур Валериан Уэлсли был дважды помолвлен с Роуз Пейджет (1919—2005), дочерью Чарльза Пейджета, 8-го маркиза Энглсли. Несмотря на тесные исторические связи двух семей, она дважды отвергла его и в 1940 году вышла замуж за Джона Фрэнсиса Макларена, сына Генри Макларена, 2-го барона Эберконвэй.
В сентябре 1943 года Артур Уэлсли познакомился с Дианой Рут Макконел, единственной дочерью генерал-майора Дугласа Фицджеральда Макконела. После бурного романа, они поженились 28 января 1944 года в Соборе Святого Георгия в Иерусалиме, где Диана была разведчицей и жила в гостинице «Царь Давид», позже взорванной израильскими террористами. Они прожили в браке 66 лет до её смерти в 2010 году.
У них родилось пятеро детей:
- Артур Чарльз Валериан Уэлсли, 9-й герцог Веллингтон (род. 19 августа 1945). 3 февраля 1977 года женился на принцессе Антонии Прусской. Пятеро детей: Артур Джеральд Уэлсли, маркиз Дуро (род. 31 января 1978), Виктория Уэлсли (род. 25 октября 1979), Мэри Луиза Уэлсли (род. 16 декабря 1986), Шарлотт Энн Уэлсли (род. 8 октября 1990), Фредерик Чарльз Уэлсли (род. 30 сентября 1992)[41].
- Ричард Джеральд Уэлсли (род. 20 июня 1949). 14 июля 1973 года женился на Джоан Мэррион Саммер. Двое детей: Давиния Хлоя Уэлсли (род. 10 октября 1977) и Наташа Дуни Уэлсли (род. 6 июня 1981)[42].
- Кэролайн Джейн Уэлсли (род. 6 июля 1951). Не замужем[43].
- Джон Генри Уэлсли (род. 20 апреля 1954). 7 мая 1977 года женился на Коринн Вэс. Двое детей: Джеральд Валериан Уэлсли (род. 6 июня 1981) и Александрина София Уэлсли (род. 23 июля 1983)[44]. В 2014 году Александрина вышла замуж за певца Джеймса Бланта[45].
- Джеймс Кристофер Дуглас Уэлсли (род. 16 декабря 1964). В 1994 году женился на Лоре Элизабет Уэдж. Развёлся в 2005 году. Одна дочь: Элеанор Роуз Уэлсли. 26 июля 2005 года женился во второй раз на Эмме Нетеркотт[46].

Младшая сестра — светская леди Элизабет Клайд (род. 26 декабря 1918). Племянник — музыкант Джереми Клайд.

## Титулы
В 1943 года его отец получил герцогство после смерти своего племянника, и Артур получил титул маркиза Дуро, который носил до 1972 года. 4 января 1972 года Артур Уэлсли унаследовал титул 8-го герцога Веллингтон.
Помимо своих британских титулов, Артур Уэлсли обладал титулом 8-го князя Ватерлоо Соединённого Королевства Нидерландов, 8-го герцога да Виториа Королевства Португалия со второстепенными званиями маркиза де Торрес-Ведрас и графа де Вимейро. Их первым обладателем стал первый герцог Веллингтон, Артур Уэлсли — за заслуги в качестве главнокомандующего в Испано-французской войне (совр. Испания и Португалия) и в Битве при Ватерлоо (совр. Бельгия и Нидерланды). Также, Артур Уэлсли носил титул 9-го герцога де Сьюдад-Родриго, но 10 марта 2010 года он уступил его своему старшему сыну — Чарльзу Уэлсли, маркизу Дуро. В соответствии с юридической процедурой, маркиз Дуро обратился с официальным прошением к властям Испании о удовлетворении решения о преемственности титула. 21 мая король Испании Хуан Карлос удовлетворил прошение и подтвердил преемственность герцогства маркизу Дуро королевским указом, опубликованном в Официальном бюллетене государства от 12 июня 2010 года.
Титулы и обращения:
- Соединённое Королевство Великобритании и Северной Ирландии
  - 2 июля 1915 — 16 сентября 1943: Артур Валериан Уэлсли
  - 16 сентября 1943 — 4 января 1972: Маркиз Дуро
  - 4 января 1972 — 31 декабря 2014: Его светлость герцог Веллингтон
- Объединённое королевство Нидерландов
  - 4 января 1972 — 31 декабря 2014: Его высочество князь Ватерлоо
- Королевство Испания
  - 4 января 1972 — 21 мая 2010: Его превосходительство герцог де Сьюдад-Родриго
- Королевство Португалия
  - 4 января 1972 — 31 декабря 2014: Его превосходительство герцог да Виториа

## Награды
26 декабря 1941 года Уэлсли был награждён Военным крестом «в знак признания выдающихся услуг на Ближнем Востоке (в том числе в Египте, Восточной Африке, Западной пустыне, Судане, Греции, Крите, Сирии и Тобруке) за период с февраля 1941 по июль 1941 года». 18 марта 1952 года Уэлсли стал Членом (четвёртого класса) Королевского Викторианского ордена. 4 февраля 1958 года Уэлсли стал Офицером Ордена Британской империи «в знак признания выдающихся услуг на Кипре за период с 1 июля по 31 декабря 1957 года». 23 апреля 1990 года Уэлсли стал Рыцарем-компаньоном Ордена Подвязки. Также он был Офицером Ордена Святого Иоанна.
10 июня 2002 года Уэлсли стал Кавалером Большого креста Ордена Изабеллы Католической (Испания). Также он был Офицером Ордена Почётного легиона (Франция), Рыцарем Большого креста Ордена Крыла Святого Михаила (Португалия).

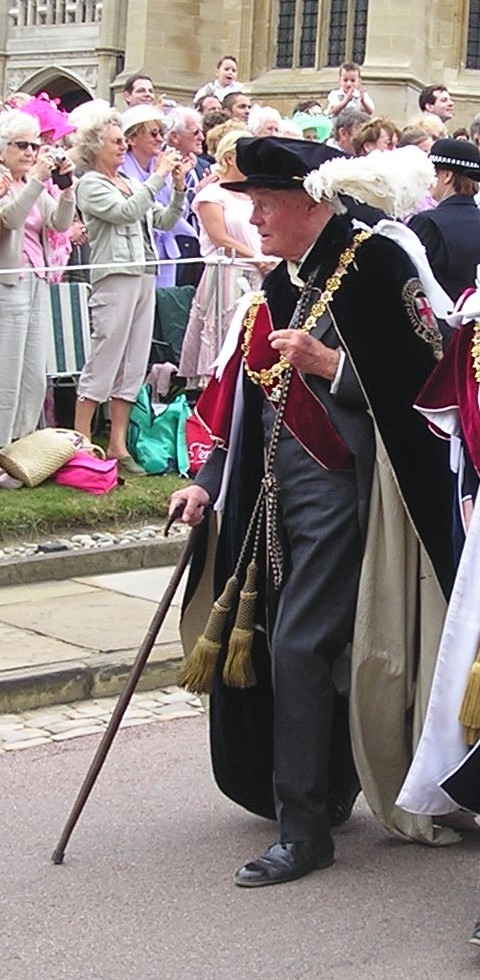
Артур Валериан Уэлсли, 8-й герцог Веллингтон в мантии Рыцаря Ордена Подвязки на шествии к Часовне Святого Георгия в Виндзорском замке, 2006 год.

| Великобритания | Великобритания                                       |
| -------------- | ---------------------------------------------------- |
|                | Рыцарь Ордена Подвязки                               |
|                | Лейтенант Королевского Викторианского ордена         |
|                | Офицер Ордена Британской империи                     |
|                | Офицер Ордена Святого Иоанна                         |
|                | Военный крест                                        |
|                | Медаль Генеральной службы                            |
|                | Звезда «1939—1945»                                   |
|                | Африканская звезда                                   |
|                | Итальянская звезда                                   |
|                | Французская и Германская звезда                      |
|                | Военная медаль 1939–1945                             |
|                | Медаль Серебряного юбилея королевы Елизаветы II      |
|                | Медаль Золотого юбилея королевы Елизаветы II         |
|                | Медаль Бриллиантового юбилея королевы Елизаветы II   |
| Испания        |                                                      |
|                | Кавалер Большого креста Ордена Изабеллы Католической |
| Португалия     |                                                      |
|                | Рыцарь Большого креста Ордена Крыла Святого Михаила  |
| Франция        |                                                      |
|                | Офицер Ордена Почётного легиона                      |